# تايرن أريندسي
تايرن أريندسي (بالإنجليزية: Tyren Arendse)‏ (31 ديسمبر 1980 بكيب تاون في جنوب أفريقيا - ) هو لاعب كرة قدم جنوب أفريقي في مركز الوسط. شارك مع منتخب جنوب أفريقيا لكرة القدم. أما مع النوادي، فقد لعب مع أورلاندو بيراتس وماميلودي صن داونز وسانتوس.

## وصلات خارجية
- تايرن أريندسي على موقع قاعدة بيانات كرة القدم.إي يو (الإنجليزية)
- تايرن أريندسي على موقع ناشيونال فوتبول تيمز (الإنجليزية)